# Amolops assamensis
Amolops assamensis es una especie de anfibio anuro del género Amolops de la familia Ranidae. Fue descubierto en 2008 en Mayeng Hill Reserve Forest, Kamrup District, Assam en el noreste de la India. Poco se sabe sobre la especie.